# Una mujer para dos
Una mujer para dos (título original: Design for Living) es una comedia producida y dirigida por Ernst Lubitsch en 1933. La película explica el doble romance de una mujer con dos hombres, entre los que no acierta a elegir al preferido, ya que los dos le gustan por igual. Basada en una famosa obra de Noel Coward de la que sólo se conserva una línea en la película, esta comedia supuso un notable escándalo en la época por su ligero tratamiento del ménage à trois. El toque Lubitsch consiguió que la película eludiera la censura manteniendo el espíritu original.

## Sinopsis
Dos americanos instalados en París, el pintor Curtis y el dramaturgo Chambers, conocen en un tren a Gilda, una joven que trabaja en una agencia de publicidad. Inmediatamente ambos se enamoran de ella, poniendo en serio peligro su amistad. Gilda, incapaz de decidirse por ninguno de los dos, les propone un "pacto entre caballeros": vivirá con los dos de forma totalmente platónica y les ayudará con sus carreras artísticas.